# Automatyka przemysłowa
Automatyka przemysłowa – dział automatyki zajmujący się automatyzacją procesów wytwarzania i procesów technologicznych. W chwili obecnej najszybciej rozwijający się dział inżynierii elektrycznej.
Automatyzację produkcji i procesów przemysłowych realizują układy urządzeń tworzących system automatyki przemysłowej. Elementami systemów automatyki przemysłowej są:
- urządzenia i maszyny realizujące produkcję lub procesy przemysłowe: urządzenia do montażu i linie montażowe, urządzenia do transportu bliskiego, systemy paletyzujące, linie pakujące, prasy, roboty;
- urządzenia kontrolno-pomiarowe zainstalowane na tych maszynach i urządzeniach (aparatura pomiarowa, czujniki, przetworniki, mierniki, wskaźniki, rejestratory), systemy wizyjne;
- urządzenia wykonawcze: zawory, silniki, napędy, przepustnice, pompy dozujące i procesowe;
- urządzenia sterujące: sterowniki PLC, komputery przemysłowe, panele operatorskie;
- oprogramowanie do kontroli i wizualizacji procesów produkcyjnych i przemysłowych: oprogramowanie sterowników, HMI/SCADA, DCS;
- systemy łączności: sieci przemysłowe, radiowo-modemowe, GPRS i jego następcy.